# Llista de monuments d'Escorca
Llista de monuments d'Escorca catalogats pel consell insular de Mallorca com a Béns d'Interès Cultural en la categoria de monuments pel seu interès històric, artístic, arquitectònic, arqueològic, històric-industrial, etnològic, social, científic o tècnic.
| Monument                                                                  | Tipus                | Localització                                | Coordenades                                                     | Codi?         | Imatge |
| ------------------------------------------------------------------------- | -------------------- | ------------------------------------------- | --------------------------------------------------------------- | ------------- | --- |
| Església de Sant Pere d'Escorca                                           | Edif. religiosos     | Escorca                                     | 39° 49′ 36″ N, 2° 50′ 53″ E / 39.826643°N,2.848063°E            | RI-51-0011118 | Carregueu una nova foto d'aquest monument                                                                                       |
| Els Porxets                                                               | Edif. residencials   | Escorca Lluc                                | 39° 49′ 21″ N, 2° 53′ 08″ E / 39.822379°N,2.885434°E            | RI-51-0004647 | Els Porxets (Escorca) · Vegeu més fotos d'aquest monument · Carregueu una nova foto d'aquest monument                           |
| Torre de Lluc                                                             | Arq. defensiva       | Escorca Cala es Codolar                     | 39° 51′ 49″ N, 2° 50′ 19″ E / 39.863504°N,2.838538°E            | RI-51-0008409 | Torre de Lluc (Escorca) · Vegeu més fotos d'aquest monument · Carregueu una nova foto d'aquest monument                         |
| Mola de Can Termes                                                        | Arq. defensiva       | Escorca Mola de Tuent                       | 39° 50′ 54″ N, 2° 46′ 59″ E / 39.848281°N,2.783092°E            | RI-51-0008410 | Carregueu una nova foto d'aquest monument                                                                                       |
| Torre des Forat                                                           | Arq. defensiva       | Escorca Es Morro des Forat, platja de Tuent | 39° 50′ 31″ N, 2° 46′ 02″ E / 39.841976°N,2.767119°E            | RI-51-0008411 | Carregueu una nova foto d'aquest monument                                                                                       |
| Penya Roja de sa Calobra                                                  | Arq. defensiva       | Escorca                                     |                                                                 | RI-51-0008412 | Carregueu una nova foto d'aquest monument                                                                                       |
| Torre des Bosc                                                            | Arq. defensiva       | Escorca Sa Calobra                          | 39° 51′ 03″ N, 2° 48′ 07″ E / 39.85081°N,2.802071°E             | RI-51-0008413 | Carregueu una nova foto d'aquest monument                                                                                       |
| Albarca                                                                   | Arq. defensiva       | Escorca Torrent de Lluc                     | 39° 49′ 45″ N, 2° 52′ 34″ E / 39.829208°N,2.876052°E            | RI-51-0008414 | Albarca (Escorca) · Modifica el valor a Wikidata · Carregueu una nova foto d'aquest monument                                    |
| Menut                                                                     | Arq. defensiva       | Escorca Carretera Ma-10                     | 39° 49′ 50″ N, 2° 53′ 59″ E / 39.830528°N,2.89984°E             | RI-51-0008415 | Menut (Escorca) · Vegeu més fotos d'aquest monument · Carregueu una nova foto d'aquest monument                                 |
| Can Pau                                                                   | Arq. defensiva       | Escorca Torrent des Racó, sa Calobra        | 39° 50′ 35″ N, 2° 47′ 39″ E / 39.843007°N,2.794084°E            | RI-51-0008416 | Carregueu una nova foto d'aquest monument                                                                                       |
| Creu de s'Amitger, Goig de la Mare de Déu                                 | Creus de terme       | Escorca Lluc                                | 39° 49′ 18″ N, 2° 53′ 04″ E / 39.8217381153°N,2.8845121751°E    | RI-51-0010281 | Creu de s'Amitger (Escorca) · Vegeu més fotos d'aquest monument · Carregueu una nova foto d'aquest monument                     |
| Creu de Menut                                                             | Creus de terme       | Escorca                                     |                                                                 | RI-51-0010282 | Carregueu una nova foto d'aquest monument                                                                                       |
| Creu del Barracar, Goig de la Mare de Déu                                 | Creus de terme       | Escorca                                     | 39° 49′ 17″ N, 2° 53′ 05″ E / 39.821375546374°N,2.88463555680°E | RI-51-0010283 | Creu del Barracar (Escorca) · Vegeu més fotos d'aquest monument · Carregueu una nova foto d'aquest monument                     |
| Cases de neu del massís de Massanella                                     | Constr. etnològiques | Escorca                                     | 39° 48′ 22″ N, 2° 51′ 10″ E / 39.806110°N,2.852863°E            | RI-54-0000141 | Cases de neu del massís de Massanella (Escorca) · Modifica el valor a Wikidata · Carregueu una nova foto d'aquest monument      |
| Jaciment arqueològic talaiòtic d'Almallutx                                | Monument arqueològic | Escorca                                     | 39° 47′ 58″ N, 2° 49′ 21″ E / 39.799535°N,2.822413°E            | RI-51-0002017 | Habitació prehistòrica d'Almallutx (Escorca) · Vegeu més fotos d'aquest monument · Carregueu una nova foto d'aquest monument    |
| Restes prehistòriques de Bini Gran                                        | Monument arqueològic | Escorca                                     | 39° 49′ 12″ N, 2° 46′ 56″ E / 39.819919°N,2.782166°E            | RI-51-0002018 | Carregueu una nova foto d'aquest monument                                                                                       |
| Cova de Sa Calobra, Can Maiet                                             | Monument arqueològic | Escorca                                     |                                                                 | RI-51-0002019 | Carregueu una nova foto d'aquest monument                                                                                       |
| Turó fortificat de Cals Reis / Túnel des Nu de sa Corbata                 | Monument arqueològic | Escorca                                     | 39° 49′ 26″ N, 2° 46′ 42″ E / 39.823876°N,2.778297°E            | RI-51-0002020 | Carregueu una nova foto d'aquest monument                                                                                       |
| Restes prehistòriques de Can Pau                                          | Monument arqueològic | Escorca                                     |                                                                 | RI-51-0002021 | Carregueu una nova foto d'aquest monument                                                                                       |
| Turó fortificat de Can Pontico / Collet des Voltor                        | Monument arqueològic | Escorca                                     |                                                                 | RI-51-0002022 | Carregueu una nova foto d'aquest monument                                                                                       |
| Restes prehistòriques de Can Pontico / Es Marges                          | Monument arqueològic | Escorca                                     | 39° 50′ 49″ N, 2° 51′ 32″ E / 39.847068°N,2.858994°E            | RI-51-0002023 | Carregueu una nova foto d'aquest monument                                                                                       |
| Restes prehistòriques de sa Casa Nova d'en Janer / Sementer de ses Pedres | Monument arqueològic | Escorca                                     |                                                                 | RI-51-0002024 | Carregueu una nova foto d'aquest monument                                                                                       |
| Cova de sa Cometa des Morts / Ca s'Amitger                                | Monument arqueològic | Escorca                                     | 39° 49′ 54″ N, 2° 53′ 39″ E / 39.831788°N,2.894214°E            | RI-51-0002025 | Cova de sa Cometa des Morts / Ca s'Amitger (Escorca) · Modifica el valor a Wikidata · Carregueu una nova foto d'aquest monument |
| Restes prehistòriques des Cosconar                                        | Monument arqueològic | Escorca                                     |                                                                 | RI-51-0002026 | Carregueu una nova foto d'aquest monument                                                                                       |
| Restes prehistòriques de sa Costera / Es Bassol                           | Monument arqueològic | Escorca                                     |                                                                 | RI-51-0002027 | Carregueu una nova foto d'aquest monument                                                                                       |
| Conjunt prehistòric de Cúber / Es Frare                                   | Monument arqueològic | Escorca                                     | 39° 46′ 46″ N, 2° 47′ 22″ E / 39.779567°N,2.789545°E            | RI-51-0002028 | Carregueu una nova foto d'aquest monument                                                                                       |
| Conjunt prehistòric de sa possessió d'Escorca                             | Monument arqueològic | Escorca                                     | 39° 49′ 38″ N, 2° 50′ 49″ E / 39.827321°N,2.846987°E            | RI-51-0002029 | Carregueu una nova foto d'aquest monument                                                                                       |
| Talaiot de sa possessió d'Escorca / Sa Miranda                            | Monument arqueològic | Escorca                                     | 39° 49′ 54″ N, 2° 50′ 56″ E / 39.831747°N,2.848753°E            | RI-51-0002030 | Carregueu una nova foto d'aquest monument                                                                                       |
| Necròpoli de sa possessió d'Escorca / Es Palau                            | Monument arqueològic | Escorca                                     | 39° 49′ 32″ N, 2° 50′ 52″ E / 39.825610°N,2.847820°E            | RI-51-0002031 | Carregueu una nova foto d'aquest monument                                                                                       |
| Conjunt prehistòric de s'Estret d'Almallutx / Font des Poll               | Monument arqueològic | Escorca                                     | 39° 47′ 51″ N, 2° 49′ 05″ E / 39.797636°N,2.818096°E            | RI-51-0002032 | Carregueu una nova foto d'aquest monument                                                                                       |
| Conjunt prehistòric de Femenia Nou / Sa Rota Paparrí                      | Monument arqueològic | Escorca                                     | 39° 51′ 35″ N, 2° 54′ 21″ E / 39.859729°N,2.905734°E            | RI-51-0002033 | Carregueu una nova foto d'aquest monument                                                                                       |
| Necròpolis de Lluc / Es Torrent                                           | Monument arqueològic | Escorca                                     |                                                                 | RI-51-0002034 | Carregueu una nova foto d'aquest monument                                                                                       |
| Resta prehistòrica de Lluc / Marjanó                                      | Monument arqueològic | Escorca                                     | 39° 49′ 42″ N, 2° 53′ 54″ E / 39.828259°N,2.898412°E            | RI-51-0002035 | Carregueu una nova foto d'aquest monument                                                                                       |
| Cova de Mortitx / Sa Cova Mala                                            | Monument arqueològic | Escorca                                     | 39° 51′ 46″ N, 2° 55′ 28″ E / 39.862897°N,2.924319°E            | RI-51-0002036 | Carregueu una nova foto d'aquest monument                                                                                       |
| Resta prehistòrica de Mortitx / Lavanor                                   | Monument arqueològic | Escorca                                     | 39° 52′ 43″ N, 2° 54′ 19″ E / 39.878650°N,2.905357°E            | RI-51-0002037 | Carregueu una nova foto d'aquest monument                                                                                       |
| Turó fortificat de Mortitx / Cingle de ses Mules                          | Monument arqueològic | Escorca                                     | 39° 52′ 25″ N, 2° 55′ 20″ E / 39.873707°N,2.922319°E            | RI-51-0002038 | Carregueu una nova foto d'aquest monument                                                                                       |
| Turó fortificat de Mortitxet                                              | Monument arqueològic | Escorca                                     | 39° 52′ 12″ N, 2° 55′ 40″ E / 39.869936°N,2.927819°E            | RI-51-0002039 | Carregueu una nova foto d'aquest monument                                                                                       |
| Conjunt prehistòric de Mossa / Sementer del Mas Pas                       | Monument arqueològic | Escorca                                     | 39° 51′ 04″ N, 2° 53′ 32″ E / 39.850978°N,2.892197°E            | RI-51-0002040 | Carregueu una nova foto d'aquest monument                                                                                       |
| Conjunt prehistòric de Mossa / Pujol del Mas Pas                          | Monument arqueològic | Escorca                                     | 39° 51′ 03″ N, 2° 53′ 33″ E / 39.850779°N,2.892534°E            | RI-51-0002041 | Carregueu una nova foto d'aquest monument                                                                                       |
| Conjunt prehistòric de Muntanya / Coma de sa Vinya                        | Monument arqueològic | Escorca                                     | 39° 51′ 31″ N, 2° 55′ 09″ E / 39.858658°N,2.919180°E            | RI-51-0002042 | Carregueu una nova foto d'aquest monument                                                                                       |
| Talaiot de sa Plana d'Albarca / Casa des Moro                             | Monument arqueològic | Escorca                                     | 39° 50′ 58″ N, 2° 52′ 27″ E / 39.849338°N,2.874174°E            | RI-51-0002043 | Carregueu una nova foto d'aquest monument                                                                                       |
| Turó fortificat de Son Marc / Coll des Moixerrins                         | Monument arqueològic | Escorca                                     | 39° 51′ 45″ N, 2° 56′ 00″ E / 39.862522°N,2.933437°E            | RI-51-0002044 | Carregueu una nova foto d'aquest monument                                                                                       |
| Cova de Son Torrella / Sa Coma                                            | Monument arqueològic | Escorca                                     | 39° 46′ 40″ N, 2° 46′ 21″ E / 39.777643°N,2.772596°E            | RI-51-0002045 | Carregueu una nova foto d'aquest monument                                                                                       |
| Resta prehistòrica des Tossals Verds / Coma des Pou                       | Monument arqueològic | Escorca                                     | 39° 46′ 07″ N, 2° 49′ 02″ E / 39.768694°N,2.817354°E            | RI-51-0002046 | Carregueu una nova foto d'aquest monument                                                                                       |
| Cova des Tossals Verds / Cova des Moros o dels Ossos                      | Monument arqueològic | Escorca                                     |                                                                 | RI-51-0002047 | Carregueu una nova foto d'aquest monument                                                                                       |
| Habitació prehistòrica de Turixant de Dalt / Sa Serra                     | Monument arqueològic | Escorca                                     | 39° 49′ 22″ N, 2° 49′ 05″ E / 39.822684°N,2.817925°E            | RI-51-0002048 | Carregueu una nova foto d'aquest monument                                                                                       |